# Doinel-cyclus
De Doinel-cyclus is een filmcyclus van de Franse filmregisseur François Truffaut rond het personage Antoine Doinel.  De rol werd vertolkt door Jean-Pierre Léaud, die van zijn geliefde en vrouw Christine door Claude Jade.

François Truffaut en Claude Jade bij de première van hun derde gezamenlijke film Vervlogen liefde, 1979

De cyclus omvat vijf films:
- 1959 - Les Quatre Cents Coups

We maken kennis met de 14-jarige Doinel, die wegloopt van huis, en zich vervolgens op straat bezighoudt met kleine misdaad, als reactie op zijn verwaarlozing thuis. Hij komt terecht op een tuchtschool, waaruit hij weet te ontsnappen.
- 1962 - Antoine et Colette

Dit is de volgende film waarin Doinel kortstondig verschijnt. De korte film maakt deel uit van de anthologiefilm L'Amour à vingt ans van Shintaro Ishihara, Marcel Ophuls, Renzo Rossellini, François Truffaut zelf en Andrzej Wajda.
- 1968 - Baisers volés

Een volwassen geworden Doinel pobeert na een oneervol ontslag uit het leger weer een normaal maatschappelijk leven te leiden. Hij beleeft romantische avonturen met zijn geliefde Christine Darbon (Claude Jade), en met de vrouw van zijn baas (Delphine Seyrig).
- 1970 - Domicile conjugal

Antoine Doinel en Christine zijn getrouwd, maar Doinel raakt onder de bekoring van een jonge Japanse (Hiroko Berghauer).
- 1979 - L'Amour en fuite

Deze film vormt het slot van de cyclus. Doinels aandacht verplaatst zich hier van zijn vrouw Christine naar de platenverkoopster Sabine (Dorothée).